# 日本館 (大阪万博)
日本館（にほんかん、別名：日本政府館〈にほんせいふかん〉）は、大阪府吹田市にかつて存在した建築物。1970年に開催された日本万国博覧会（EXPO'70・大阪万博）にて、日本政府のパビリオンとして建造された。プロデューサーは塚本猛次。鉄骨構造の建物で、建築設計は日建設計、施工は清水建設・鹿島建設・大成建設・戸田建設の4社、鉄骨の全量（約6,300トン）を片山鉄工所（現・日本ファブテック）が手がけた。日本館の建設工事関係以外の設置準備業務および万博会期中の運営業務については、当時の通商産業省から委託された日本貿易振興会が担当した。
テーマは「日本と日本人」。会期中の日本館入場者数は11,632千人（出展者の政府公式記録では11,625,610人）、国内館中第1位、全パビリオン中第4位であった。
全長1.2キロメートル、2時間ほどのコースで、リニアモーターカーの模型やアポロ11号が持ち帰った月の石も展示されるなど、過去・現代・未来の理想を描いた大規模な展示（模型）や映像などが楽しめた。

## 建物
日本館は、日本国土の約1,000万分の1に当たる敷地面積3万7,791平方メートルと、主催国にふさわしく全パビリオン中で最大面積を誇っていた。
中央の高さ80メートルの塔を中心に、その周りに直径58メートル・高さ27メートルの5つの円筒形の建物を配置した造形は、上空から見ると大阪万博のシンボルマークを象った、日本の国花である桜の花弁を模したものであった。これら円筒形の建物は、巨大な桜が浮き上がっているように見えるよう3本の柱で高さ6.5メートルに持ち上げられるという、世界最大の高床建築であった。
1号館から5号館の5つの円筒形の建物は、それぞれ40,000立方メートルの内部空間を有し、この巨大な内部空間をあますことなく利用して展示や映像による演出が行われた。1号館から5号館まで時計回りで巡る動線となっていたが、館ごとにそれぞれ出入口が設けられ、見たい館だけの入出館もできるようになっていた。

## 展示
展示設計は河野鷹思によるもの。河野とともに、田中一光、高村英也、古畑多喜雄、粟津潔、中村真、田村倫昭らが展示基本プランを作成した。1号館は「むかし」、2号館と3号館は「いま」、4号館と5号館は「あす」をテーマに掲げて展示が行われていた。

### 1号館
1号館は、「日本のあけぼの・日本文化の発展」をサブテーマとして、日本の歴史と文化遺産を、年代順に展示した。
主に以下の展示が行われた。なお、仏像などの古美術は、いずれもプラスチックの複製品であった。
- 日本のあけぼの[36]
  - 太古の杉木立
  - やまとの夜明け
  - はにわの群像
- 日本文化の発展
  - 古代の日本[37]
    - 白木の造型

  - 奈良の文化[37]

| - 伎楽面 - 法隆寺の百済観音像 - 鶴林寺の聖観音像 - 興福寺の仏頭 | - 薬師寺の聖観音像 - 東大寺の誕生釈迦像 - 法隆寺の五重塔 | - 唐招提寺の如来像 - 法隆寺の百万塔 - 東大寺の大仏蓮弁 |

- 平安の文化

| - 山岳寺院 - 四天王寺の阿弥陀如来像 - 善水寺の不動明王像 - 『地獄草紙』 | - 『源氏物語絵巻』 - 『信貴山縁起絵詞』 - 『平治物語絵詞』 - 曼荼羅 | - 赤糸威大鎧 - 銀銅蛭巻太刀 - かな文字誕生のパネル |

- 鎌倉・室町の文化

| - 大燈国師の墨蹟『関山』の拡大パネル - 枯山水の禅庭 - 雪舟の『四季山水図』 | - 南蛮船 - 世界および日本地図屏風およびウンスンカルタ - 鉄砲 |

- 安土・桃山の文化

| - 二条城大手門 - 西本願寺格天井（シルクスクリーンパネル） - 永徳筆『唐獅子屏風』 - 智積院所蔵 長谷川等伯『楓図』・長谷川久蔵『桜図』 - 茶の湯道具 - 『舟橋蒔絵硯箱』 - 能面 - 立華 | - 能衣装 - 田楽田植図 - 『職人尽図』 - 『四条河原図屏風』 - 『豊国祭礼図屏風』 - 宗達『扇面散屏風』 - 文楽人形（八重垣姫、松王丸、若菜） |

- 江戸の文化

| - 歌舞伎（三味線、小鼓） - 浮世絵（東洲斎写楽、喜多川歌麿、鈴木晴信等） - 『松浦屏風』 - 姫路城の石垣 - 大坂城の石垣 - 大名駕籠 - 家紋入り提灯による壁面構成 | - 雛人形（享保雛） - 職人道具（鉋、鋸など） - 農具（みの、ござ、かごなど） - 火消し衣装、まとい - からくり人形 - 百人嚇 - 『括要算法』、算木 |

- 近代文化のあゆみ

| - 煉瓦の塔 - 鉄の塔 - ガラスのドーム | - 黒船の模型 - 機関車（弁慶号模型） - 飛行機（ファルマン型模型） | - 自動車 - 貨幣の変遷 |

- 東西文化の交流

- 文化伝来地図

| - 仏教の伝来路 - シルクロード文化の伝来路 | - 禅と大陸文化の伝来路 - 南蛮文化の伝来路 | - 蘭学伝来の経路 - 文明開化の伝来路 |

### 2号館
2号館のサブテーマは「日本の産業・日本人の生活」。
ホール中央に設置された高さ25メートルの「大鋼壁」（30万トン級のタンカーの船尾をかたどったもの）や縮尺1/800で全長30メートルの「コンビナート模型」が展示され、重化学工業を中心とした開催当時の日本の産業・生活を紹介した。
「大鋼壁」の内側はマルチプル・スクリーンになっており、海外で活躍する日本人の姿などを、動体模型との複合演出で紹介していた。

### 3号館
3号館のサブテーマは「日本の自然とその利用・日本の四季・統計に見る日本・日本の伝統・日本の海洋」。「太陽と水」を中心に、農林業や海洋の開発、日本の四季などを通して、自然と人間の関係についての展示が行われた。それとともに、日本の伝統的な技術による工芸品や、世界と日本の各種の統計を120個のスライドで描き出す展示が行われた。
3号館だけが、内部の巨大空間は3階建てとなっていた。館の下部では、波浪発電の実演や、142人乗りの模擬潜水艇の中でスクリーンに映し出された深海映像を楽しむ「模擬海中旅行」が行われた。

### 4号館
4号館のサブテーマは「日本の科学技術」。宇宙開発などに見られる目ざましい科学技術の進歩が、人間の生活をあらゆる面で豊かにすることを表す展示が行われた。
リニアモーターカーの列車実験場があり、全長約55メートルのレールを、20分の1模型3両が時速20キロメートルで走行していた。また、ニクソン大統領から佐藤栄作総理大臣に贈られたアポロ11号が採取した月の石が、5月17日から展示された。

### 5号館
5号館のサブテーマは「21世紀の日本・日本と日本人」。21世紀の日本の予測像を、全国から公募した研究団体による研究成果をもとに展示した。館内では1000人を収容する大ホールで巨大なスクリーンに、パビリオンのテーマと同じ題名の映画『日本と日本人』（脚本：谷川俊太郎、監督：市川崑）が、8面マルチの形式で上映された。

## ユニフォームのデザイン・製作
日本館のユニフォームについては、ホステスのもののデザインは日本ユニフォームセンターの中村乃武夫が担当、また、ホストのもののデザインは石津謙介が担当し、いずれも三越が製作した。
ホステスのユニフォームは、夏服・冬服ともに白色を基調としたものであった。ホストのユニフォームは、上衣が白色を基調とした合服の1種類であった。
2010年、EXPO'70パビリオンの開館記念式典でユニフォームのファッションショーが催された際に、日本館のホステスのユニフォームが復元された。復元は、デザイン制作を行った日本ユニフォームセンターが担当した。

## 切手
日本館を描いた切手は以下のとおりである。

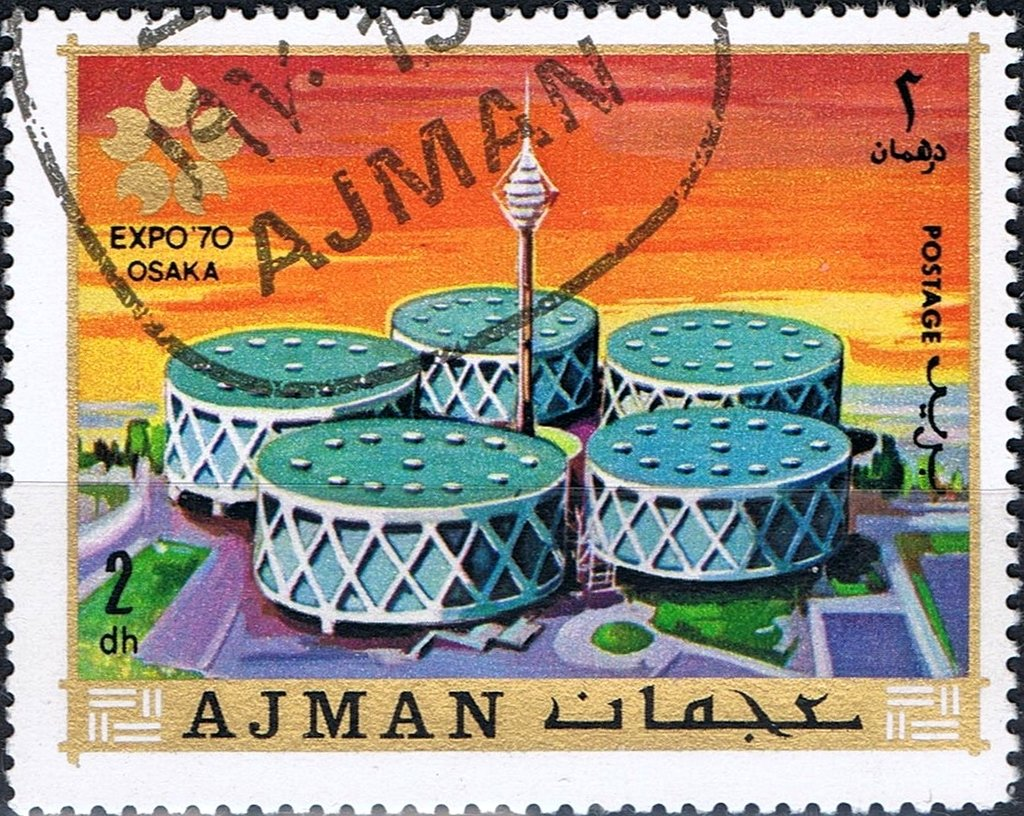
日本館を描いたアジュマーンの切手。

- アジュマーンの大阪万博記念切手7種で1シートの1種が日本館である[57]（右の画像）。
- ウンム・アル＝カイワインの大阪万博記念切手6種で1シートの2種（図案は同じで色違い）が日本館である[58]
- 土侯国切手の大阪万博記念切手8種で1シートの1種が「日本政府館」である[59]。

## 閉会後
1970年9月13日閉幕後の日本館の事務処理は、9月末までは日本館事務局が行い、10月1日以降の維持管理については、通商産業省との委託契約に基づき、日本貿易振興会が担当した。閉幕後も残されていた数少ない建物であったが、1976年に取り壊された。
4号館で展示された月の石は、国立科学博物館で展示されている。
5号館で上映された『日本と日本人』は撮影ネガの面積でも世界最大級であったが、2007年時点では「一切何も残されていない」とされていた。この作品の存在を知った九州大学大学院芸術工学研究院教授（現：同名誉教授、一般社団法人展示映像総合アーカイブセンター代表理事）の脇山真治が調査をおこなった結果、音声のない完成原版が残っていることが2013年になって判明した。脇山は「公開後しばらくは原版が東宝に置かれていたでしょうが、焼き増し要請に速やかに対応できるように現像を担当していた東洋現像所が保管をしていた。ところがその後、どこに行ったか分からなくなっちゃった。台帳を調べてもらっても、記録が途中で切れていました。それで数年が経ち、『台東区の倉庫にありそうだ』という情報を得て、行ってみたら本当にそこにフィルムがあったわけです。しかし音に関しては、やはり『無い』というのが現状です」と2024年の取材に対して述べている。発見された完成原版は、2,000フィート缶で24巻あった。
市川崑の生誕100年となる2015年1月頃から復元プロジェクトが具体化し、公開当時のマルチスクリーンの再現は困難と判断されて、8画面を1つのフレームに入れる形でマスターが再制作された。復元版は同年9月に完成して、第28回東京国際映画祭の担当者を試写に招いて観覧させ、映画祭本番では「日本映画クラシックス」の「市川崑 生誕100周年記念上映」のプログラムとして10月26日に新宿バルト9でサイレント上映が実施された。また日本映画専門チャンネルでも放映された。